# Lương Chí Dũng
Lương Chí Dũng (21 tháng 1 năm 1985) là một vận động viên bi-a Việt Nam. Anh đã 3 lần vô địch Việt Nam thể loại 9 bi các năm 2002, 2005 và 2006. Năm 2005, anh đứng thứ 3 nội dung bi-a 9 bi châu Á, trong đó có trận thắng trước tay cơ nổi tiếng Efren Reyes.
Năm 2005 Lương Chí Dũng tham dự giải vô địch bi-a thế giới 9 bi. Anh vượt qua được vòng bảng, tuy nhiên dừng bước ở vòng 64 cơ thủ sau khi thua Luat.
Năm 2006 là năm rất thành công của Lương Chí Dũng, cùng ở nội dung bi-a 9 bi, ngoài chức vô địch Việt Nam, anh còn đoạt huy chương đồng đôi thế giới 2006; đến tháng 11, anh vào tới vòng tứ kết giải vô địch thế giới (ở vòng bảng, Dũng đã hạ cả Ronato Alcano, người cuối cùng đoạt chức vô địch giải này).
Năm 2007, anh có tham gia giải Guinness 9 ball tour là giải đấu được tổ chức hàng năm dành cho các tay cơ châu Á, tham dự đầy đủ cả ba vòng đã tổ chức, tuy nhiên thi đấu không thành công, đều bị loại từ vòng ngoài.
Tháng 11 năm 2007 anh tham dự Giải vô địch bi a 9 bóng thế giới tổ chức tại Philippines. Sau khi vượt qua vòng bảng, anh vào vòng 64 tay cơ. Tại đây anh tạo nên bất ngờ khi hạ tay cơ người Mỹ Earl Strickland - 3 lần vô địch thế giới - với tỉ số 10-8. Tuy nhiên anh dừng bước tại vòng sau (32 tay cơ).
Tại SEA Games 2009, Lương Chí Dũng tham gia hai nội dung đánh đôi cùng Đỗ Hoàng Quân. Ở nội dung Pool 9 bi đôi hai anh đã giành chức vô địch, đem về một huy chương vàng cho Việt Nam.

## Thành tích
- World Cup of Pool
  -  Huy chương đồng: 2006.[2]
- Đại hội Thể thao Trong nhà châu Á - Nội dung Pool 9 bi
  -  Huy chương bạc: 2007.
- Đại hội Thể thao Đông Nam Á
  -  Huy chương bạc: 2009.
- Giải Billiards & Snooker Vô địch quốc gia Việt Nam - Nội dung Pool 9 bi
  -  Vô địch: 2002, 2005,[3] 2006.[4]
- Giải Billiards & Snooker Vô địch quốc gia Việt Nam - Nội dung Pool 10 bi
  -  Vô địch: 2010.[5]
- Đại hội Thể thao toàn quốc
  - Huy chương: 2002, 2006, 2010, 2014.[6]